# Эвандр из Фокиды
Эва́ндр из Фоки́ды, Евандр из Фокиды (др.-греч. Εὔανδρος) — академический философ, живший в конце III века до н. э. и начале II века до н. э., ученик Лакида и преемник его в должности схоларха Академии. Из сочинений Евандра ничего не сохранилось.
Помогал Лакиду управлять Академией совместно с Телеклесом, после смерти Лакида и до смерти Телеклеса в 167/6 году до н. э. они вдвоем управляли Академией, не избираясь формально на должность схоларха. После смерти Телеклеса Эвандр стал схолархом, на этой должности его сменил его ученик Гегесин Пергамский.